# Joods gebed

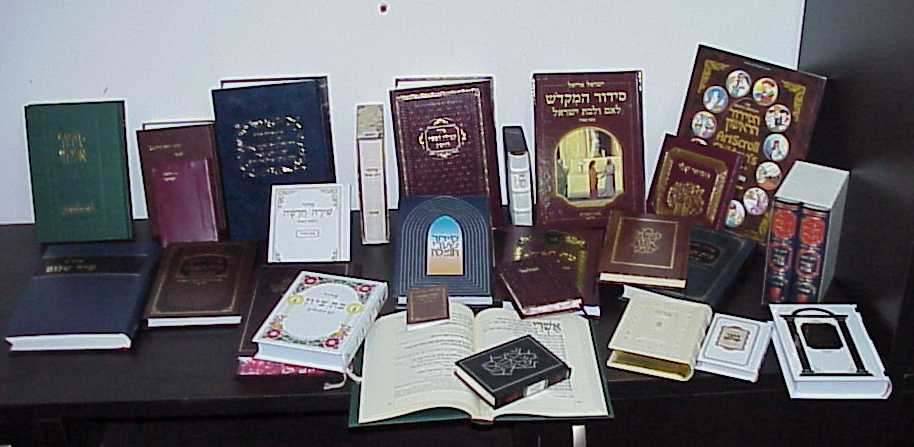
Diverse gebedenboeken

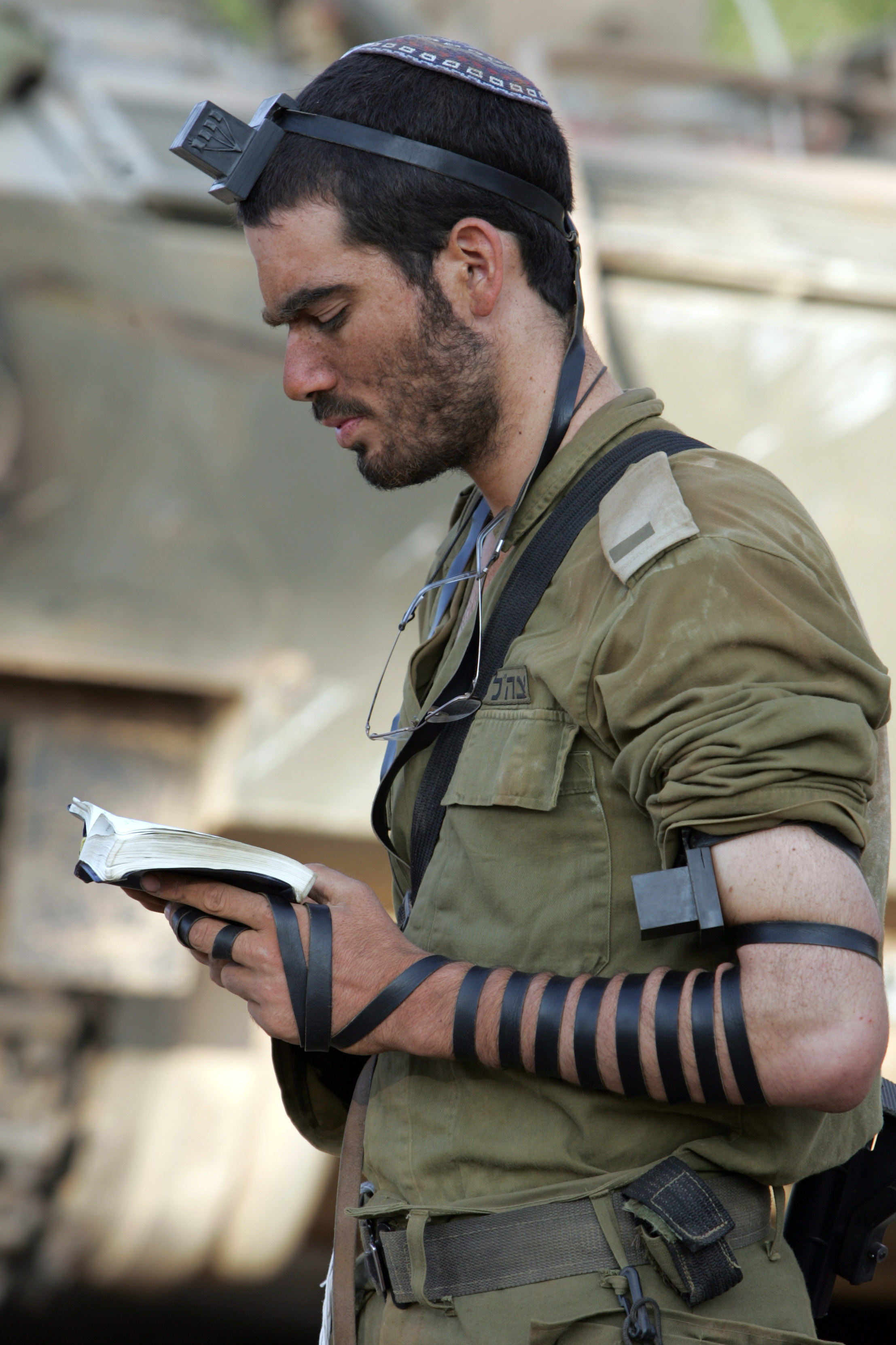
Tweede luitenant Asael Lubotzky, een veldcommandant van de Golani Brigade van het Israëlisch defensieleger tijdens de Israëlisch-Libanese Oorlog (2006) in gebed met tefilin

Het joods gebed (Hebreeuws: תְּפִלָּה - Tefilla - gebed) speelt een centrale rol in de joodse religie. Zo zijn er bijvoorbeeld aangepaste gebeden voor verschillende uren van de dag, verschillende dagen van het jaar en verschillende gebeurtenissen in het mensenleven en de natuur rondom. De dagelijkse, wekelijkse en speciaal voor feestdagen bestemde gebeden volgen de beschrijving van de offerdienst voor die dag zoals die destijds in de Eerste en Tweede Joodse Tempel in Jeruzalem werd verricht.
Op weekdagen zijn er drie gebeden: 's ochtends het sjachariet, 's middags mincha, en 's avonds ma'ariew (ook wel 'arwiet genoemd). Op feestdagen (inclusief sjabbat) is er bovendien een moessafdienst, die op het sjachariet volgt, en speciale gebeden of teksten die worden opgezegd.
De gebeden staan vermeld in een algemeen gebedsboek voor weekdagen en sjabbat (tefilla) en in specifieke gebedenboeken (machzorim) voor feestdagen. In een machzor staan ook de dagelijkse gebeden met eventuele aanpassingen voor de feestdag vermeld.

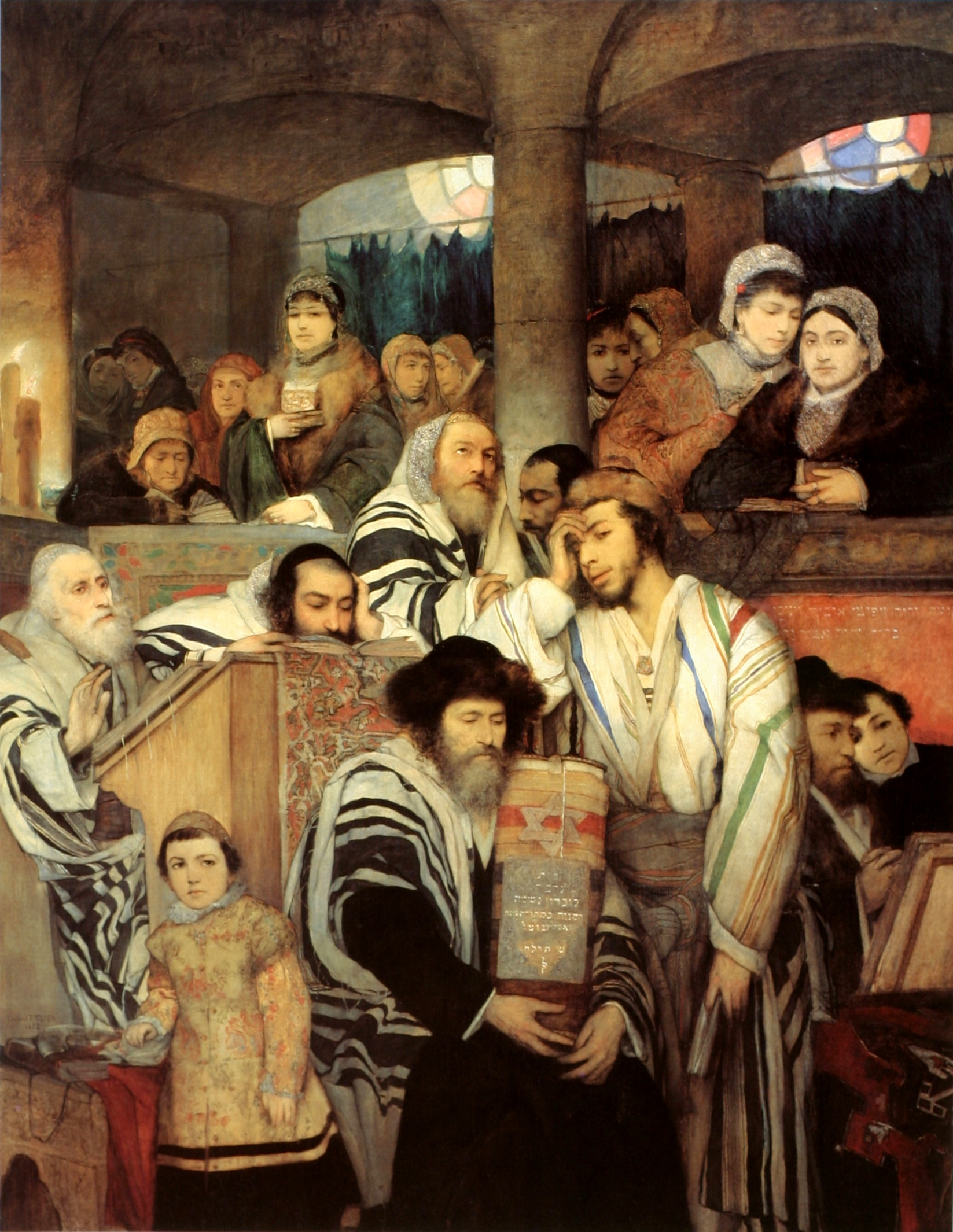
Joden tijdens het gebed op Jom Kipoer, door Maurycy Gottlieb

## Ochtend-, middag- en avondgebed
Het ochtendgebed, sjachariet, is veruit de langste dienst. Men draagt tijdens sjachariet een talliet. De talliet is een gebedskleed met aan de vier hoeken draadjes, tsitsiot, over hun kleding. Daarnaast draagt men gebedsriemen (tefilin) aan de linkerarm en op het hoofd. Op sjabbat en chagiem (joodse feestdagen) wordt geen tefilin gelegd.
Het middaggebed, mincha, is een stuk korter. Wanneer het werk niet veroorlooft tijd vrij te nemen voor het middaggebed wordt mincha weleens vlak voor het avondgebed gezegd. Men volgt strikt de tijden, aangezien het gebed voor het vallen van de avond gezegd dient te worden. (voor het gemak maakt men gebruik van tijdstabellen). Het nadeel is dat er wellicht geen gebedsquorum (minjan) meer te vinden is en dat men van de optimale uren afwijkt.
Ma'ariew is een kortere dienst aangezien de Sjemoné Esré niet wordt herhaald. Indien niet aansluitend op mincha wordt het met het invallen van de duisternis gezegd.

## Variatie: Noeschaot (Noesach)
Er bestaat variatie qua gebeden tussen verschillende richtingen van het jodendom. Tussen de hoofdrichtingen, zoals orthodox jodendom en liberaal jodendom, zijn die verschillen aanzienlijk maar tussen secundaire en verdere onderverdelingen al minder beduidend. Men spreekt dan van een verschillende gebedentraditie (noesach). De hoofdtradities van het orthodoxe jodendom zijn:
- Asjkenazische traditie – de traditie van o.a. mitnagdiem.
- Jekkische traditie – de traditie van West-Europese Asjkenazische joden, waarvan de Nederlandse een onderdeel vormt.
- Het chassidisch jodendom volgt noesach Sfard.
- Sefarad-traditie – de traditie van joden afkomstig uit Iberië.
- Oriëntaalse traditie – de traditie van sefardische joden afkomstig uit het Midden-Oosten.
- Ari-traditie – de traditie die wordt gevolgd door Chabad-Lubavitcher chassidim.

Verdere varianten zijn bijvoorbeeld de variaties van de Sfard traditie die sommige chassidische bewegingen hanteren. Zo is er de Hongaars-Sfard traditie en de Pools-Sfard traditie.